# Krasnogorskoje (Kaliningrad)
Krasnogorskoje (russisch Красногорское, deutsch Niebudszen, 1936 bis 1938 Niebudschen, 1938 bis 1945 Herzogskirch, auch: Martischen, 1938 bis 1945 Martinshof, litauisch Nybudžiai) ist ein Ort in der russischen Oblast Kaliningrad im Rajon Gussew. Der Ort gehört zur kommunalen Selbstverwaltungseinheit Stadtkreis Gussew. Die Ortsstelle Martischen/Martinshof ist verlassen.

## Geographische Lage
Krasnogorskoje liegt neun Kilometer nordöstlich der Stadt Gussew (Gumbinnen) an einer Nebenstraße (27K-152), die Otschakowo (Groß Kannapinnen, 1938 bis 1946 Steinsruh) an der russischen  Fernstraße A 198 (27A-040, ehemalige deutsche Reichsstraße 132) mit der Regionalstraße R 508 (27A-027) südlich von Kubanowka (Brakupönen, 1938 bis 1946 Roßlinde) verbindet. Die nächste Bahnstation ist Gussew an der Bahnstrecke Kaliningrad–Nesterow (Königsberg–Stallupönen/Ebenrode) der einstigen Preußischen Ostbahn zur Weiterfahrt nach Moskau.

## Geschichte

### Niebudszen/Herzogskirch
Das einstige Niebuden erfuhr im Jahre 1554 seine erste Erwähnung und wurde 1615 Kirchdorf. Am 18. März 1874 wurde der Ort Amtsdorf und damit Zentrum und namensgebend für einen Amtsbezirk, der – zwischen 1936 und 1939 in „Amtsbezirk Niebudschen“, 1939 bis 1945 in „Amtsbezirk Herzogskirch“ umbenannt – bis 1945 bestand und zum Kreis Gumbinnen im Regierungsbezirk Gumbinnen der preußischen Provinz Ostpreußen gehörte. In der Landgemeinde Niebudszen waren im Jahre 1910 329 Einwohner registriert. Ihre Zahl verringerte sich bis 1933 auf 305 und betrug 1939 noch 291.
Am 17. September 1936 änderte sich die Namensschreibweise Niebudszens in „Niebudschen“, und am 3. Juni – offiziell bestätigt am 16. Juli – des Jahres 1938 erfolgte aus politisch-ideologischen Gründen zur Vermeidung fremdländisch klingender Ortsnamen die Umbenennung in „Herzogskirch“. Der Ort kam 1945 in Kriegsfolge mit dem ganzen nördlichen Ostpreußen zur Sowjetunion.

#### Amtsbezirk Niebudszen/Herzogskirch (1874–1945)
Der zwischen 1874 und 1945 bestehende Amtsbezirk Niebudszen (Niebudschen, Herzogskirch) bestand anfangs aus sieben, am Ende noch aus fünf kommunalen Einheiten:
| Name                            | Änderungsname 1938 bis 1946 | Russischer Name | Bemerkungen                                               |
| ------------------------------- | --------------------------- | --------------- | --------------------------------------------------------- |
| Groß Kannapinnen (Gut)          | Steinsruh                   | Otschakowo      | 1928 nach Guddatschen eingemeindet                        |
| Groß Kannapinnen (Dorf)         |                             |                 | vor 1900 in den Gutsbezirk Groß Kannapinnen eingegliedert |
| Guddatschen                     | Kleehagen                   |                 |                                                           |
| Niebudszen 1936–38: Niebudschen | Herzogskirch                | Krasnogorskoje  |                                                           |
| Skroblienen                     | Buchenrode                  |                 |                                                           |
| Warkallen                       | Roloffseck                  | Dwinskoje       |                                                           |
| Warnehlen                       | Haselhof                    |                 |                                                           |

Am 1. Januar 1945 bildeten den Amtsbezirk Herzogskirch noch die Gemeinden: Buchenrode, Haselhof, Herzogskirch, Kleehagen und Roloffseck.

### Martischen/Martinshof (Baikalskoje)
Der kleine ehemals Martischen genannte Ort bestand vor 1945 lediglich aus ein paar kleinen Höfen. Zwischen 1874 und 1945 war das Dorf in den Amtsbezirk Springen (heute russisch: Tamanskoje) eingegliedert, der zeit seines Bestehens zum Kreis Gumbinnen im Regierungsbezirk Gumbinnen der preußischen Provinz Ostpreußen gehörte. Es waren 85 Einwohner, die 1910 in Martischen lebten. Ihre Zahl betrug 1933 bereits 92 und 1939 nur noch 77.
Am 3. Juni 1938 musste auch Martischen seinen Namen wechseln und hieß ab sofort „Martinshof“. 1945 kam der Ort in Kriegsfolge zur Sowjetunion und wurde 1950 in Baikalskoje umbenannt.

### Krasnogorskoje
Im Jahre 1947 wurde Niebudschen in Krasnogorskoje umbenannt und gleichzeitig Sitz eines Dorfsowjets im Rajon Gussew. Der russische Name wurde auf Grund des hügeligen Reliefs des Geländes des Dorfsowjets gewählt. Vor 1976 wurde der Ort Baikalskoje an Krasnogorskoje angeschlossen. Von 2008 bis 2013 gehörte Krasnogorskoje zur Landgemeinde Kubanowskoje selskoje posselenije und seither zum Stadtkreis Gussew.

#### Krasnogorski selski/Sowet okrug 1947–2008
Der Dorfsowjet Krasnogorski selski Sowet (ru. Красногорский сельский Совет) wurde im Juni 1947 eingerichtet. Der Verwaltungssitz des Dorfsowjets war zunächst die Siedlung Krasnogorskoje. Vor 1975 wurde der Verwaltungssitz nach Kubanowka verlegt. Nach dem Zerfall der Sowjetunion bestand die Verwaltungseinheit als Dorfbezirk Krasnogorski selski okrug (ru. Красногорский сельский округ). Im Jahr 2008 wurden die verbliebenen Orte des Dorfbezirks in die neu gebildete Landgemeinde Kubanowskoje selskoje posselenije eingegliedert.
| Ortsname                       | Name bis 1947/50                                     | Bemerkungen                                                                        |
| ------------------------------ | ---------------------------------------------------- | ---------------------------------------------------------------------------------- |
| Afanassjewo (Афанасьево)       | Lenglauken, 1938–1945: „Pommerfelde“                 | Der Ort wurde 1947 umbenannt und vor 1975 verlassen.                               |
| Baikalskoje (Байкальское)      | Martischen, 1938–1945: „Martinshof“                  | Der Ort wurde 1947 umbenannt und vor 1975 an den Ort Krasnogorskoje angeschlossen. |
| Baturino (Батурино)            | Schillgallen, 1938–1945: „Heimfelde“                 | Der Ort wurde 1950 umbenannt und vor 1975 verlassen.                               |
| Charitonowka (Харитоновка)     | Skardupönen, 1938–1945: „Matzrode“                   | Der Ort wurde 1950 umbenannt und vor 1975 verlassen.                               |
| Dwinskoje (Двинское)           | Warkallen, 1938–1945: „Roloffseck“                   | Der Ort wurde 1950 umbenannt.                                                      |
| Gawrilowo (Гаврилово)          | Schorschienen, 1938–1945: „Moosgrund“                | Der Ort wurde 1950 umbenannt und vor 1975 verlassen.                               |
| Gorbatschowo (Горбачёво)       | Chorbuden                                            | Der Ort wurde 1950 umbenannt und vor 1975 verlassen.                               |
| Iljino (Ильино)                | Bumbeln                                              | Der Ort wurde 1947 umbenannt.                                                      |
| Judino (Юдино)                 | Blecken                                              | Der Ort wurde 1950 umbenannt.                                                      |
| Kirowo (Кирово)                | Mingstimmen, 1938–1945: „Angerfelde“                 | Der Ort wurde 1950 umbenannt und vor 1975 verlassen.                               |
| Kljutschi (Ключи)              | Schurklauken, 1938–1945: „Fuchshöfchen“              | Der Ort wurde 1950 umbenannt und vor 1988 verlassen.                               |
| Krasnogorskoje (Красногорское) | Niebudszen/Niebudschen, 1938–1945: „Herzogskirch“    | Verwaltungssitz bis vor 1975.                                                      |
| Krassilowo (Крассилово)        | Henskehmen, 1938–1945: „Sprindacker“                 | Der Ort wurde 1950 umbenannt und vor 1975 verlassen.                               |
| Kubanowka (Кубановка)          | Brakupönen, 1938–1945: „Roßlinde“                    | Der Ort wurde 1947 umbenannt und war seit vor 1975 der Verwaltungssitz.            |
| Lichatschowo (Лихачёво)        | Antszirgessen/Antschirgessern, 1938–1945: „Seewiese“ | Der Ort wurde 1950 umbenannt und vor 1988 verlassen.                               |
| Nowy Mir (Новый Мир)           | Wannagupchen, 1938–1945: „Habichtsau“                | Der Ort wurde 1947 umbenannt und vor 1975 verlassen.                               |
| Otschakowo (Очаково)           | Groß Kannapinnen, 1938–1945: „Steinsruh“             | Der Ort wurde 1950 umbenannt.                                                      |
| Panfilowo (Панфилово)          | Seekampen                                            | Der Ort wurde 1950 umbenannt und vor 1975 verlassen.                               |
| Schilino (Жилино)              | Schockwethen, 1938–1945: „Randau“                    | Der Ort wurde 1950 umbenannt und vor 1975 verlassen.                               |
| Schmeljowka (Шмелёвка)         | Koselshof                                            | Der Ort wurde 1950 umbenannt und 1997 aus dem Ortsregister gestrichen.             |
| Sewernoje (Северное)           | Klein Kannapinnen, 1938–1945: „Kleinblecken“         | Der Ort wurde 1950 umbenannt und 1997 in Sewerny umbenannt.                        |
| Sosnowka (Сосновка)            | Ballienen, 1938–1945: „Riedwiese“, und Karmohnen     | Der Ort wurde 1950 umbenannt und vor 1988 verlassen.                               |
| Studjonowka (Студёновка)       | Worupönen, 1938–1945: „Roseneck“                     | Der Ort wurde 1950 umbenannt und vor 1975 verlassen.                               |
| Stupino (Ступино)              | Mikuthelen, 1938–1945: „Michelsdorf“                 | Der Ort wurde 1950 umbenannt und vor 1975 verlassen.                               |
| Tamanskoje (Таманское)         | Springen                                             | Der Ort wurde 1947 umbenannt.                                                      |

Der 1950 umbenannte Ort Wischnjowoje (Kummeln), der zunächst ebenfalls in den Krasnogorski selski Sowet eingeordnet worden war, kam dann (vor 1975) zum Sawetinski selski Sowet im Rajon Nesterow.

## Kirche

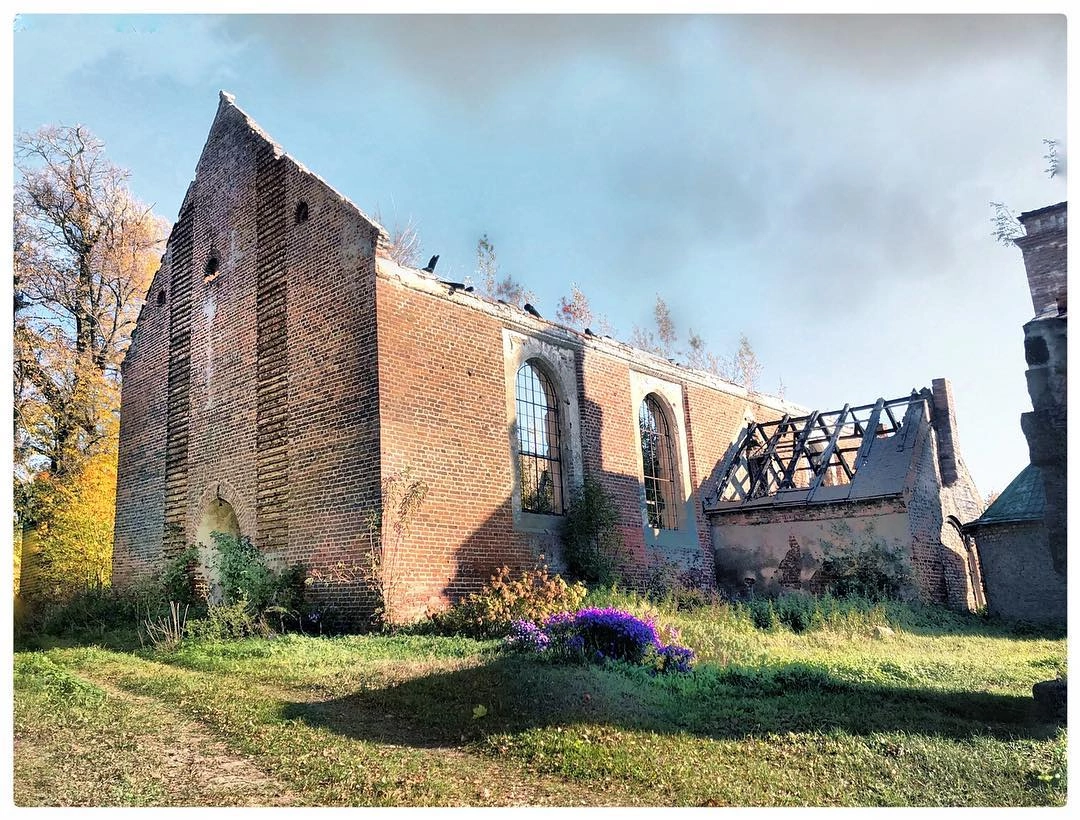
Ruine der Niebudszener Kirche

### Kirchengebäude
Bereits 1615 gab es in Niebudszen eine evangelische Kirche, die jedoch 1689 abgebrochen werden musste. In den Jahren 1691 bis 1700 wurde sie durch einen Neubau ersetzt. Es handelte sich dabei um einen Backsteinbau auf Feldsteinsockel. 1697 fertigte Isaak Riga einen Barockaltar an. Das Kirchengebäude überstand den Zweiten Weltkrieg, wurde dann jedoch als Getreidelager und Fleischverkaufsstelle zweckentfremdet genutzt. Im Mai/Juni 2012 brannte das Gebäude aus. In den Restmauern richtete die Russisch-orthodoxe Kirche einen Betraum ein.

### Kirchengemeinde
Die evangelische Kirchengemeinde Niebudszen wurde im Jahre 1615 gegründet. Bis 1945 gehörte sie zum Kirchenkreis Gumbinnen in der Kirchenprovinz Ostpreußen der Kirche der Altpreußischen Union. Im Jahre 1925 zählte die Gemeinde 4.958 Gemeindeglieder, die in 34 Kirchspielorten lebten. Flucht und Vertreibung der einheimischen Bevölkerung sowie die restriktive Kirchenpolitik der Sowjetunion ließen das kirchliche Leben in Krasnogorskoje einbrechen. Heute liegt das Dorf im Einzugsbereich der neu entstandenen evangelisch-lutherischen Gemeinde der Salzburger Kirche in Gussew. Sie ist Teil der Propstei Kaliningrad (Königsberg) der Evangelisch-lutherischen Kirche Europäisches Russland.

## Persönlichkeiten

### Aus dem Ort gebürtig
- Bruno Moeller (* 20. März 1875 in Niebudszen; † 1952), deutscher Reichbahnbeamter

### Mit dem Ort verbunden
- Matthäus Prätorius (um 1635 bis 1704), deutsch-litauischer Theologe, Historiker und Ethnograph, war von 1664 bis 1685 Pfarrer an der Niebudszer Kirche.